# Hilarie Burton
Hilarie Ross Burton (Sterling, Virginia; 1 de julio de 1982) es una actriz y presentadora estadounidense.

## Carrera
La primera gran oportunidad de Burton llegó cuando trabajaba como VJ en el Total Request Live de MTV. Se suponía que debía ser una comentarista invitada para un segmento, pero los productores decidieron ofrecerle un empleo permanente. Burton tuvo un pequeño papel en la serie de televisión Dawson's Creek y esto llevó a su papel de Peyton Sawyer en la serie One Tree Hill. Ella fue nominada por dicho papel para un Teen Choice Award en la categoría de Actriz de TV en un Drama Aventura / Acción en 2004, así como para la categoría de Revelación Femenina en TV.
En 2005, fue nominada para un Premio Teen Choice por Actriz en Comedia dramática de TV, nuevamente por One Tree Hill. En mayo de 2009, la CW anunció que Burton no regresaría al programa en la séptima temporada.
Burton apareció una vez en la serie de televisión Hey Dude. Hizo su debut en el cine en Our Very Own, una comedia ambientada en la década de 1970 en Nashville, y le ofrecieron la portada de enero / febrero de 2004 de la revista American Cheerleader. Our Very Own, cuyo elenco cuenta con Allison Janney, Jason Ritter y Cheryl Hines, se proyectó en el prestigioso Festival de Cine de Sarasota, donde Burton fue honrada con el premio 'Mejor Actuación Conjunto ". La película también fue nominada a un premio Independent Spirit. 
Burton apareció en el vídeo de Jack's Mannequin, "The Mixed Tape" como Peyton Sawyer. Más tarde, grabó una canción de The Mix vial: La música de la serie de televisión One Tree Hill, Volumen 3 llamado Podcast Peyton Mix. En 2008, Burton fue la intérprete en la película independiente The List como Jo Johnston. Burton interpretó a Deborah Owens, la madre de Lily Owens, en la gran película La vida secreta de las abejas, basada en la novela de 2002. La producción comenzó el 7 de enero de 2008, en Lumberton, Carolina del Norte. 

## Vida privada
En 2004, Burton tuvo una relación con el asistente del director One Tree Hill, Ian Prange, hijo del productor ejecutivo Greg Prange. Tiene un gato llamado Edgar Allan Poe, como el escritor, y una estrecha amistad con sus compañeros de One Tree Hill, Bethany Joy Lenz, Sophia Bush y Chad Michael Murray. En mayo de 2007, Burton ocupó el puesto # 77 en la lista de Maxim Hot 100 de 2007. También apareció en la portada de noviembre de 2006 edición de Maxim, con sus co-estrellas de One Tree Hill, Sophia Bush y Danneel Harris. 
En 2009, Hilarie comenzó una relación con el actor Jeffrey Dean Morgan y a inicios del 2010 le dieron la bienvenida a su primer hijo juntos. Se casaron el 5 de octubre de 2019.
Sus músicos favoritos son Loretta Lynn, Dolly Parton, Elvis Costello, David Bowie y Elvis Presley. Sus películas preferidas son, Funny Lady y Coal Miner's Daughter. El programa de TV que más le gusta es Freak and Geeks. Su libro favorito es Dandelion Wine por Ray Bradbury. Su tienda preferida es WalMart. Unos de sus hobbies es coleccionar cosas antiguas, al igual que su padre. También tiene una gata de nombre Poe. También, es un personaje recurrente en la serie de televisión Forever, donde interpreta a una dominatrix, Iona Gruffudd.

## Filmografía
Su primera aparición en pantalla fue en el 2002, en un pequeño cameo en la famosa serie de TV Dawson's Creek, aunque donde realmente se hizo famosa fue en One Tree Hill, serie protagonizada por ella, Chad Michael Murray, James Lafferty, Sophia Bush y Bethany Joy Lenz. En 2005 trabajó en la película Solstice. Actualmente se ha unido al elenco principal de la serie de USA Network, White Collar, junto a Matt Bomer, Tim DeKay, Willie Garson y Tiffani Thiessen en el papel de la representante de Seguros Sterling-Bosch, Sara Ellis e hizo una aparición en la serie Anatomía de Grey como la doctora Lauren Boswell, provocando que una pareja rompiera.